# Dejar el mundo atrás
Dejar el mundo atrás (título original en inglés: Leave the World Behind) es una película estadounidense apocalíptica y de suspense producida, escrita y dirigida por Sam Esmail. Basada en la novela homónima del autor Rumaan Alam, la cinta está protagonizada por Julia Roberts, Ethan Hawke, Mahershala Ali, Myha'la Herrold y Kevin Bacon,mientras intentan dar sentido al colapso gradual de los teléfonos, la televisión y otras tecnologías de uso habitual que apuntan a un potencial cataclismo.
Dejar el mundo atrás tuvo su estreno mundial en el AFI Fest en el miércoles 25 de octubre de 2023 en el histórico Teatro Chino TCL de Los Ángeles. Se estrenó en cines selectos el 22 de noviembre de 2023, antes de su lanzamiento en streaming por parte de Netflix el 8 de diciembre de 2023. Recibió críticas generalmente positivas de críticos que opinaron que las actuaciones del elenco compensaron las deficiencias en su historia y ritmo.

## Sinopsis
Unas vacaciones familiares toman un giro escalofriante cuando dos extraños aparecen en mitad de la noche buscando refugio de un ciberataque que se vuelve cada vez más aterrador. En esta situación, cada uno debe asumir su papel en un mundo que se desmorona.

## Trama
Amanda Sanford (Julia Roberts), una misántropa, se despierta un día y decide llevar a su familia a unas vacaciones no planificadas a una casa de Airbnb en Long Island. Su marido Clay (Ethan Hawke) es profesor y sus dos hijos, Rose (Farrah Mackenzie) y Archie (Charlie Evans), están obsesionados con la tecnología. Mientras compra en un supermercado, Amanda ve a un hombre barbudo (Kevin Bacon) comprando una gran cantidad de agua y productos enlatados. Más tarde, mientras están en la casa, no tienen conectividad celular. Rose no puede ver el último episodio de Friends. Clay y Amanda observan cómo los ciervos entran a la propiedad. Más tarde, mientras se relajan en una playa cercana, un petrolero llega a tierra. Molestos, regresan a casa; encontrando que ni la televisión ni el Wi-Fi funcionan.
Más tarde esa noche, mientras los niños duermen, George H. "GH" Scott (Mahershala Ali) y su hija Ruth (Myha'la Herrold) aparecen en la casa. Explican que la casa es suya y que un apagón en la ciudad los hizo venir a Long Island. La madre de Ruth está en Marruecos en un viaje de negocios y debe volar de regreso al día siguiente. Amanda inmediatamente desconfía de ellos, pero Clay les permite pasar la noche después de que GH les devuelve $ 1000 en efectivo. Después la transmisión diaria de la televisión es interrumpida anunciando que hay ataques cibernéticos en los Estados Unidos, después de anunciar en las noticias y finalmente la televisión deja de funcionar.
Por la mañana, Amanda descubre cuatro alertas de noticias en su teléfono, dos sobre los apagones, una advertencia sobre piratas informáticos como responsables de lo que está sucediendo y una escrita con números y símbolos. Rose observa cómo un grupo de ciervos mucho más grande que antes llega a la propiedad. Clay decide conducir hasta la ciudad para obtener algunas respuestas, pero no puede encontrar el camino porque su GPS no funciona. Pasa junto a una mujer angustiada que habla en español pidiendo ayuda, pero se aleja, ya que no sabe hablar en su idioma. También ve un dron arrojando folletos escritos en árabe.

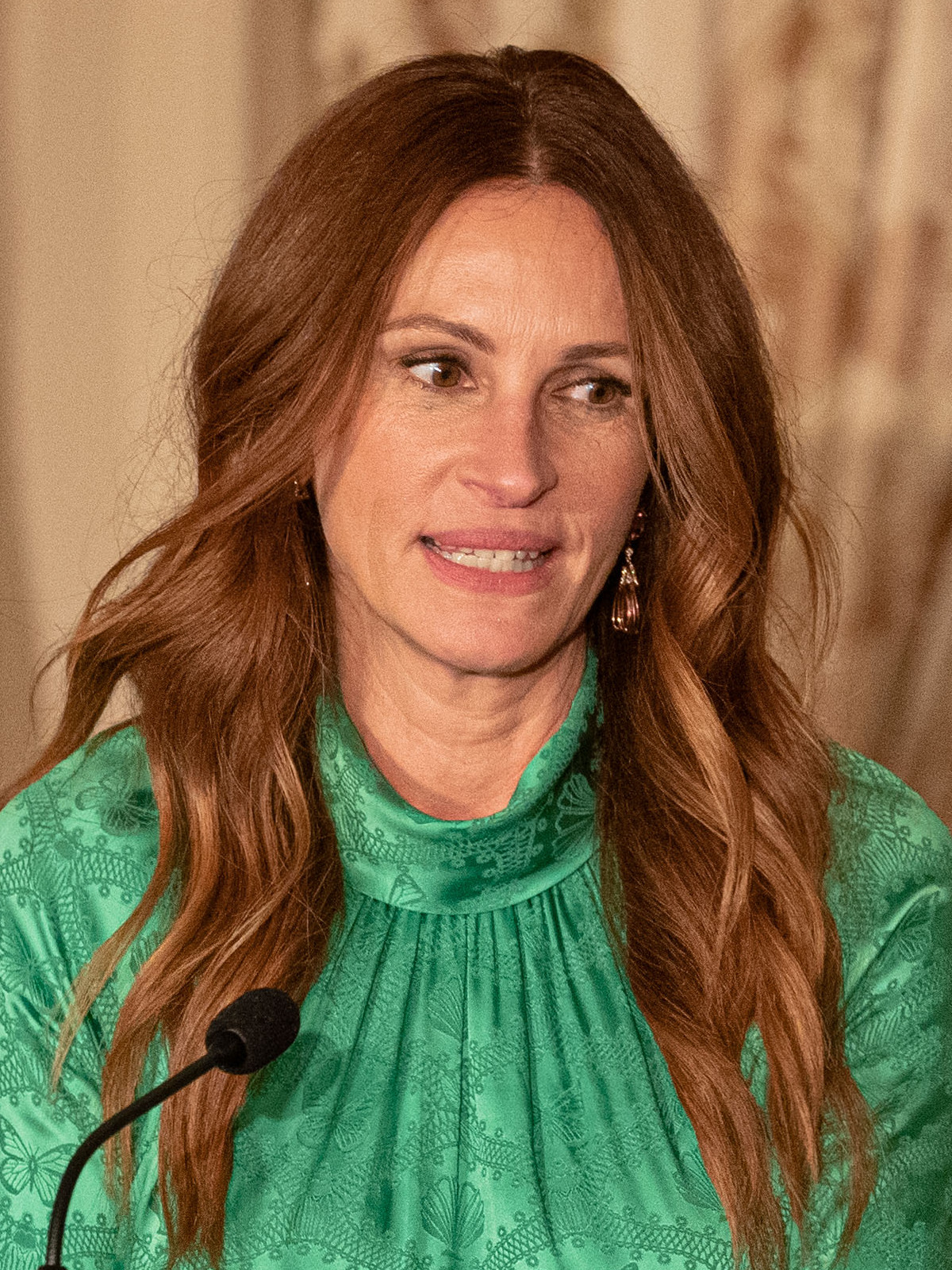
Julia Roberts protagonizó anteriormente la serie de misterio Homecoming de Sam Esmail.

GH decide ir a la casa de su vecino pero encuentra el lugar en ruinas. Encuentra los restos de un accidente de aviación en la playa cercana, que contiene cuerpos dispersos y partes de cuerpos amputados, y observa cómo otro avión se estrella en el mismo lugar de la playa, lo que lo empapa en agua del océano. Rose le confía sus preocupaciones sobre los ciervos a Archie, afirmando que los ciervos estaban tratando de decirle algo, pero a él no le importa porque está enamorado de Ruth. Rose y Archie van a explorar el fenómeno de los ciervos y encuentran un cobertizo con un montón de hojas cortadas en un rincón. Archie intenta asustar a Rose hablando de alguien que duerme en el cobertizo y mira a Rose por la ventana. En el camino de regreso a la casa, a Archie le muerde una garrapata.
GH regresa a la casa y les miente a Ruth y Amanda sobre por qué está mojado, afirmando que se cayó a la piscina de los Huxley. Más tarde, GH le informa a Amanda que no pudo usar un teléfono satelital, teorizando que los satélites deben haber sido dañados, y le cuenta sobre el accidente aéreo. Un repentino ruido estridente los domina a todos.
GH le informa a Amanda que el hombre barbudo que vio anteriormente comprando agua y comida enlatada al por mayor era un autoproclamado superviviente y contratista de viviendas llamado Danny. Clay regresa y muestra uno de los folletos arrojados por el dron, y Archie traduce parte del mismo como "Muerte a América". Los Sanford deciden conducir hasta la casa de la hermana de Amanda en Nueva Jersey, pero encuentran la carretera atascada por Teslas autoconducidos que chocan entre sí; regresan a la casa de GH.
Más tarde esa noche, GH le confía a Amanda que podría estar en juego una conspiración del gobierno. Se acercan más, pero se niegan a engañar a sus cónyuges . Mientras tanto, Ruth le pide a Clay que vapee con ella y le hace preguntas provocativas. Son testigos de una bandada de flamencos aterrizando en la piscina. Más tarde, Ruth le dice a su padre que Clay quiere tener relaciones sexuales con ella y le pregunta por qué los dejó entrar nuevamente. También hablan de la madre de Ruth, a quien ahora suponen que ha fallecido. Rose desaparece a la mañana siguiente y a Archie se le empiezan a caer los dientes.

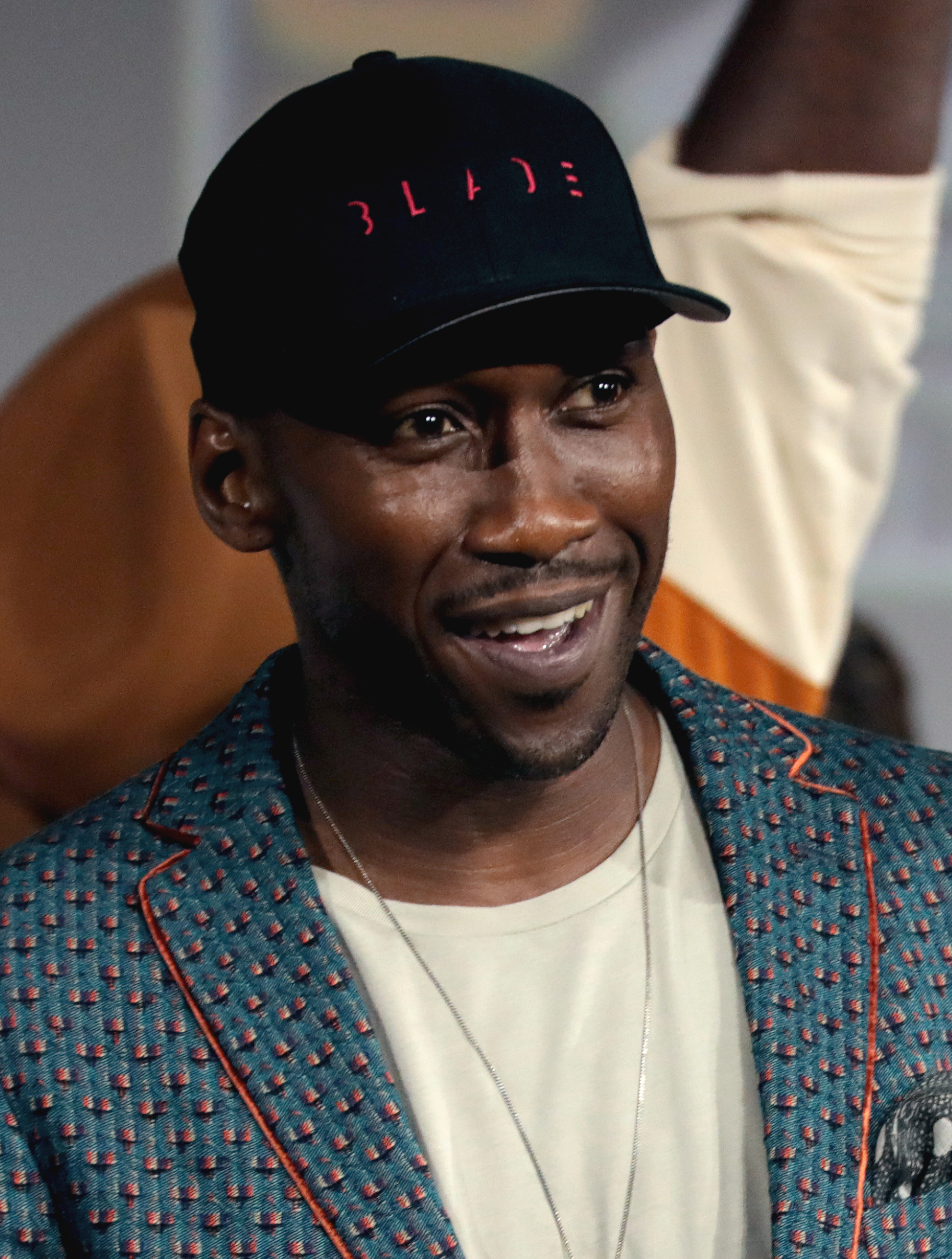
Mahershala Ali interpreta a GH

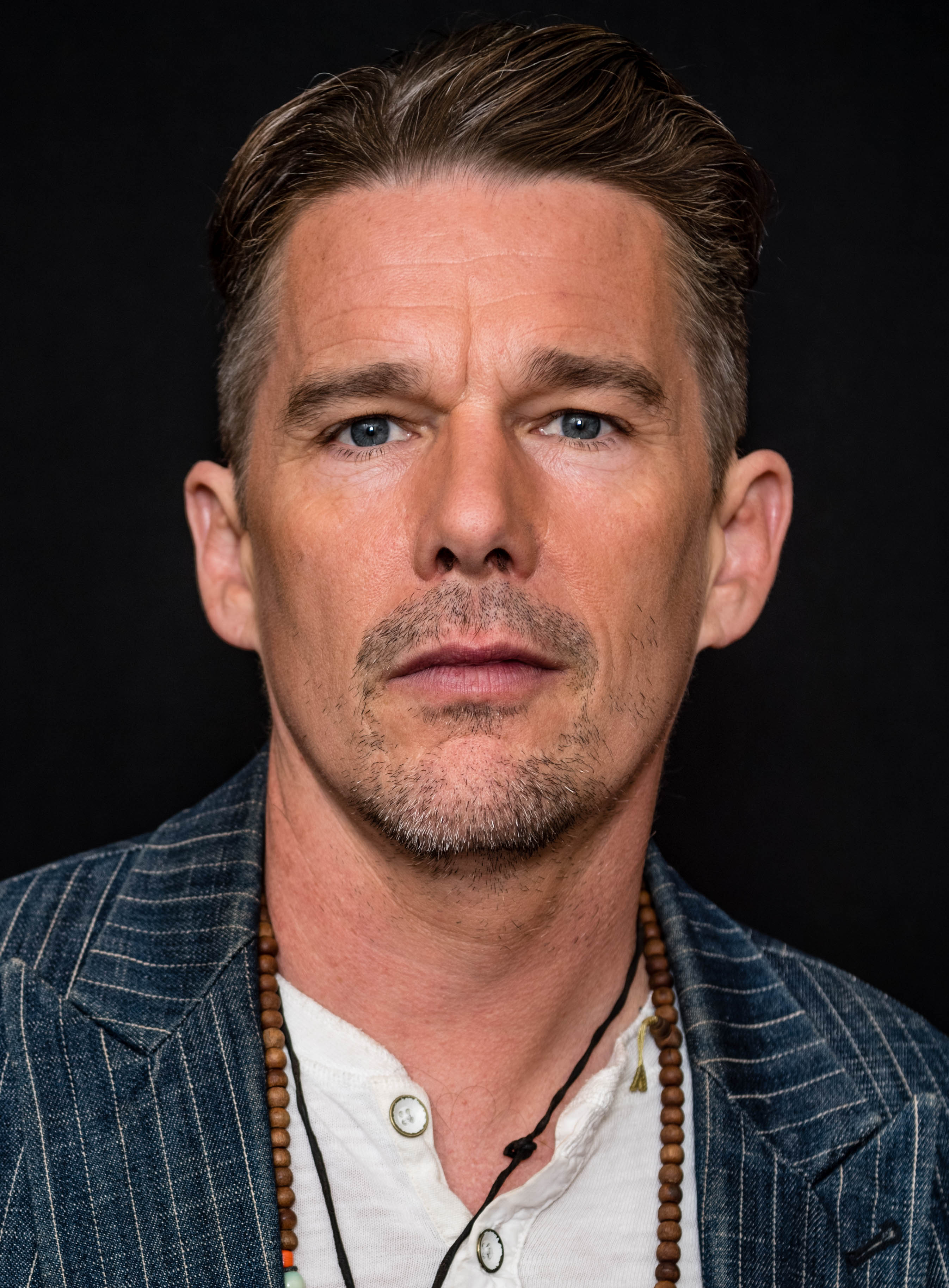
Ethan Hawke interpreta a Clay

GH lleva a Clay y Archie a Danny, el superviviente, para que les dé medicación. Danny sugiere que el hecho de que a Archie se le caen los dientes y el ruido doloroso que todos han experimentado es el resultado de un arma de microondas. Mientras busca a Rose, Amanda salva a Ruth del ataque de una manada de ciervos. Después de un prolongado enfrentamiento, Danny decide ayudar a Archie a cambio de dinero y los dirige a un búnker subterráneo cercano preparado para el fin del mundo. GH le confiesa a Clay que sabe lo que está pasando: dice que está en marcha un golpe de Estado político, razón por la cual las personas en posiciones de poder están permitiendo que se arraigue una guerra civil alterando la tecnología y alimentando el caos. Amanda y Ruth ven el bombardeo de la ciudad de Nueva York, mientras Rose entra a una casa vecina y encuentra el búnker, donde un interceptor del Sistema de Alerta de Emergencia revela que Estados Unidos está en guerra con fuerzas armadas rebeldes con la sugerencia de que hay armas radiológicas involucradas. Encuentra un DVD de la última temporada de Friends y ve el final del programa.

## Desarrollo de los personajes
La película, dividida en cinco partes, muestra las distintas etapas de un escenario apocalíptico desde un punto de vista inusual, no en el centro de los acontecimientos como suele ocurrir, sino en los márgenes. Cada personaje tiene un papel muy específico que representa una faceta de la sociedad occidental moderna:
- Amanda (Julia Roberts) es racista y desconfiada de la sociedad: quiere tener todo bajo control, prefiere la soledad, no confía en los extraños, se pone nerviosa con facilidad y a pesar de tener que tratar con mucha gente. en su trabajo, en realidad se encuentra sentimentalmente insatisfecha, frustrada y con un fuerte componente misantrópico. Lo único que realmente le importa es mantener a su familia a salvo. [5]
- Clay (Ethan Hawke), un típico hombre de familia estadounidense, representa la parte más bondadosa, tolerante, amigable y complaciente de la sociedad, propenso a "reírse de ello" y menospreciar los acontecimientos, entrando a menudo en conflicto con su esposa (con quien no tiene mucho en común). Al mismo tiempo, esconde una personalidad insegura y débil y, durante las dificultades, cuando fallan herramientas como Internet, los teléfonos y el GPS, permanece completamente desorientado, indefenso y, según él mismo admite, inútil. [5]
- GH Scott (Mahershala Ali) representa la clase social adinerada, extremadamente altruista y comprensiva, aunque con un componente melancólico. Es un hombre de carácter diplomático, astuto e ingenioso, incluso en las dificultades (de hecho, en cuanto la ciudad se vio sumida en el apagón pensó inmediatamente en llegar a su residencia en el campo para estar más seguro). Él es el único que comprende lo que realmente está sucediendo y es la representación de hombres cultos y de buen pensamiento: aunque tienen todos los signos y conocimientos para predecir la catástrofe, todavía piensan que una eventualidad similar nunca ocurrirá, quedando finalmente indefensos. [5]
- Ruth Scott (Myha 'la Herrold) representa a una juventud rica y algo mimada, con un carácter (al menos inicialmente) arrogante y obstinado. Es de esas personas que, siendo ricas, disfrutan de la vida sin trabajar, no tienen claro qué hacer y, a pesar de ver que algo anda mal, dan por sentado que todo se solucionará, pero una vez se dan cuenta de la gravedad de los acontecimientos y cambian de actitud. Primero se le niegan privilegios y seguridad, y luego queda impactada por la probable muerte de su madre y los extraños acontecimientos que la rodean. En el fondo es, como Amanda, desconfiada y misántropa.[5]

- Archie representa la sociedad de adolescentes inconscientes y muchas veces desconectados de la realidad, con una fuerte adicción a las redes sociales, los videojuegos y las tecnologías en general. Aparentemente imperturbable, sabe empatizar bien en una situación peligrosa después de haber visto muchas películas de acción, pero experimentar ciertas cosas en primera persona es diferente y quizás sólo una experiencia tan fuerte lo hará madurar.[5]
- Danny (Kevin Bacon) representa la sociedad conspirativa y de supervivencia, es decir, aquellas personas que siempre han sabido (y tal vez incluso han querido) que el mundo se encaminaba hacia una especie de guerra total o apocalipsis, y durante años se han estado equipando. ellos mismos para sobrevivir el "Día del Juicio"; pero si por un lado están preparados para todo, se han vuelto profundamente egoístas: Danny no parece sentir compasión, mantiene alejados a todos y no quiere compartir sus posesiones, reconociendo sólo el valor del dinero y el trueque.[5]
- Rose, la más joven del grupo, representa la parte más infantil de la sociedad, buena pero también ingenua. Muy atenta a lo que sucede, curiosa, consciente de los peligros y de la catástrofe que se avecina, sin embargo, es poco escuchada por los demás y, al no poder afrontar sus miedos, se refugia en el olvido y huye de su familia. Sólo una cosa parece traerle alegría: Friends, su serie de televisión favorita, un escape que la gente busca cuando no quiere ver las cosas terribles que suceden en el mundo.[5]

## Reparto
- Julia Roberts es Amanda Sandford
- Mahershala Ali es G.H. Scott
- Ethan Hawke es Clay Sandford
- Myha'la Herrold es Ruth Scott
- Farrah Mackenzie es Rose Sandford
- Charlie Evans es Archie Sandford
- Kevin Bacon es Dan
- Vanessa Aspillaga es Salvadora

## Producción
Netflix ganó una guerra de ofertas por los derechos de la novela homónima de Rumaan Alam en julio de 2020, con Sam Esmail asignado para escribir y dirigir. Julia Roberts y Denzel Washington protagonizarían y producirían la película.  En septiembre de 2021, Mahershala Ali había sido elegido para la película, reemplazando a Washington, que había salido en ese momento.  Ethan Hawke y Myha'la Herrold se unieron en enero de 2022.Barack y Michelle Obama son productores ejecutivos a través de su marca Higher Ground Productions. 
El rodaje comenzó en abril de 2022 en Long Island,en una casa diseñada por The Up Studio.Hubo filmación adicional en Katonah, Nueva York, el 19 de mayo de 2022. 

## Recepción
En Rotten Tomatoes, el 75% de las reseñas de los críticos son positivas, con una puntuación media de 6,8/10. El consenso de la web afirma que se trata de «un thriller apocalíptico excepcionalmente bien interpretado que atrae al espectador a pesar de su ritmo pausado y sus mensajes algo simplistas». Metacritic asignó a la película una puntuación de 67 sobre 100, basada en 33 críticos, lo que indica críticas «generalmente favorables».En EE. UU., la película recibió la clasificación R de la MPAA , que corresponde a una clasificación para mayores de 17 años,  deben estar acompañados por un padre o tutor adulto. 

## Reseñas de los críticos
Dejar el mundo atrás obtuvo una revisión crítica dividida, estas fueron algunas de las reseñas de los críticos que proporcionan una descripción y análisis de la cinta. Para Kristen López de la revista estadounidense The Wrap "Un descenso de dos horas al caos que es convincente y absolutamente aterrador (...) uno de los mejores del año y sin duda provocará grandes cantidades de conversación." Asimismo Barbara Schweizerhof escribe en su reseña para revista de cine alemana  epd Film que la violencia, que generalmente se representa con tanto gusto en las distopías, se observa aquí en sus etapas preliminares, en pequeños momentos de prejuicio, escepticismo, desconfianza y decepción. Gracias a un excelente elenco, esto resulta más emocionante que cualquier batalla de zombis. En realidad, no sucede mucho más; la película se centra en el proceso de las primeras horas y días en los que la familia de Amanda se encuentra en una involuntaria comunidad del destino con GH y Ruth, mientras el mundo se desmorona a su alrededor, pero ellos no lo saben. 
Para el columnista Brian Lowry de CNN "Dejar el mundo atrás debería generar conversaciones más allá de si presionar el botón 'me gusta'. Según esa medida, dale crédito a Esmail por una película que, hacia arriba, hacia abajo o hacia los lados, hace que sea difícil apartar la mirada" Sin embargo, Gary M. Kramer del sito de noticias y opinión Salon indica "Se construye lentamente hasta llegar a un pequeño desenlace, no a un gran momento impresionante, un enfoque que puede frustrar a los espectadores que buscan respuestas. Es mejor apreciar cada escena extraña tal como es" Por otra parte Stephen Farber de The Hollywood Reporter hace una referefencia a la interpretación, resaltando "Las buenas interpretaciones ayudan a reforzar una película problemática (...) Sales deprimido pero no del todo convencido por las terribles advertencias de esta película sobre la desintegración de un Estados Unidos dividido." Del mismo modo Christian Zilko de IndieWire  "Julia Roberts, Ethan Hawke y Mahershala Ali protagonizan una oda bien intencionada a nuestros mejores ángeles que contiene más ideas de las que puede abordar en dos horas." 
En conclusión Peter Debruge de Variety  "Un thriller al estilo Shyamalan (...) este intrigante thriller en el que utilizas tu imaginación".En lo que respeta Coleman Spilde de The Daily Beast  "Dejar el mundo atrás está cegada por su propia presunción, creyéndose conocedora de los secretos de la condición humana" 